# Mango (isola)
Mango è un'isola delle Tonga. Amministrativamente appartiene alla divisione Haʻapai, nel distretto di Mu'omu'a. Al censimento del 2021 l'isola aveva 36 abitanti.

## Geografia
Mango è una piccola isola di Tonga, 9 km a sud-est dell'isola più grande di Nomuka, e fa parte del gruppo di isole Nomuka (o ʻOtu Muʻomuʻa), che sono la parte meridionale del gruppo Haʻapai. 

Nella parte occidentale dell'isola relativamente allungata si trovano numerosi scogli: Lua Meamea, Ngalualua, Lua Aleingongo, Lua Kafa, Afu Ngalalu e Lua Fasi. A ovest, le isole più vicine sono Mango Iki e Nomuka Iki.

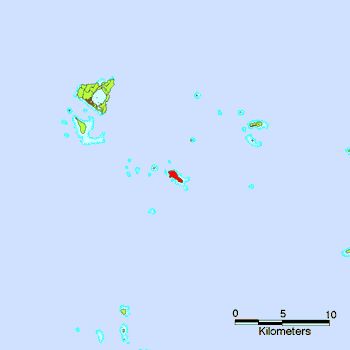
Posizione dell'isola di Mango tra il gruppo di isole ʻOtu Muʻomuʻa.

## Storia
L'isola è stata gravemente danneggiata dall'Eruzione dell'Hunga Tonga del 2022. Il vulcano si trova a più di 70 km a sud-ovest dell'isola. In seguito all'eruzione è stata rilevata una richiesta di soccorso dall'isola. Le immagini della Forza di difesa della Nuova Zelanda hanno mostrato che aveva subito danni "catastrofici", con un intero villaggio distrutto. Secondo il governo tongano, tutte le case dell'isola sono state distrutte e un uomo di 65 anni è stato ucciso. In seguito all'eruzione l'intera isola fu evacuata e gli abitanti sono stati portati a Tongatapu dalla marina tongana. Dopo aver vissuto in una chiesa a Nukuʻalofa per quasi un anno, gli abitanti di Mango sono stati reinsediati a ʻEua.